# Ciclismo nos Jogos Pan-Americanos de 2011 - BMX masculino
A competição do BMX masculino foi um dos eventos do ciclismo nos Jogos Pan-Americanos de 2011 em Guadalajara. Foi disputada no CODE San Nicolás no dia 21 de outubro.

## Calendário
Horário local (UTC-6).
| Data          | Horário | Fase            |
| ------------- | ------- | --------------- |
| 21 de outubro | 9:15    | Qualificação 1  |
| 21 de outubro | 9:35    | Qualificação 2  |
| 21 de outubro | 9:55    | Quallificação 3 |
| 21 de outubro | 10:15   | Semifinal       |
| 21 de outubro | 10:45   | Final           |

## Medalhistas
| Ouro   | USA Connor Fields  |
| Prata  | USA Nicholas Long  |
| Bronze | COL Andrés Jiménez |

## Resultados

### Qualificação
Os quatro primeiros colocados em cada qualificatória se classificaram para as semifinais.
| Pos. | Bateria | Ciclista            | País               | Corrida 1    | Corrida 2    | Corrida 3  | Pontos | Obs. |
| ---- | ------- | ------------------- | ------------------ | ------------ | ------------ | ---------- | ------ | ---- |
| 1    | 1       | Fausto Endara       | ECU Equador        | 40.021 (4)   | 36.210 (1)   | 35.689 (2) | 7      | Q    |
| 2    | 1       | Ramiro Marino       | ARG Argentina      | 36.372 (2)   | 36.522 (2)   | 36.249 (3) | 7      | Q    |
| 3    | 1       | Connor Fields       | USA Estados Unidos | 35.139 (1)   | 1:47.577 (6) | 35.286 (1) | 8      | Q    |
| 4    | 1       | Christopher Mireles | MEX México         | 41.229 (6)   | 37.388 (3)   | 37.161 (4) | 13     | Q    |
| 5    | 1       | Isaías Zapata       | CHI Chile          | 37.028 (3)   | 38.486 (5)   | 37.512 (5) | 13     |      |
| 6    | 1       | Sebastián Vargas    | BOL Bolívia        | 40.909 (5)   | 37.872 (4)   | 40.235 (6) | 15     |      |
| 7    | 1       | Bryan Elisabeth     | ARU Aruba          | 57.487 (7)   | DNF (7)      | 41.417 (7) | 21     |      |
| 1    | 2       | Nicholas Long       | USA Estados Unidos | 36.095 (1)   | 35.394 (1)   | 35.265 (1) | 3      | Q    |
| 2    | 2       | Cristian Becerine   | ARG Argentina      | 36.433 (2)   | 36.516 (3)   | 36.311 (3) | 8      | Q    |
| 3    | 2       | Renato Rezende      | BRA Brasil         | 36.703 (3)   | 36.496 (2)   | 37.407 (4) | 9      | Q    |
| 4    | 2       | Jonathan Suárez     | VEN Venezuela      | 36.921 (4)   | 38.748 (4)   | 35.883 (2) | 10     | Q    |
| 5    | 2       | Leonardo Bonilla    | BOL Bolívia        | 50.113 (6)   | 43.117 (5)   | 39.567 (5) | 16     |      |
| 6    | 2       | Brian Pérez         | PUR Porto Rico     | 48.220 (5)   | 45.000 (6)   | 41.079 (6) | 17     |      |
| 1    | 3       | Andrés Jiménez      | COL Colômbia       | 35.837 (1)   | 35.681 (1)   | 35.793 (2) | 4      | Q    |
| 2    | 3       | Carlos Oquendo      | COL Colômbia       | 36.303 (2)   | 36.421 (2)   | 35.325 (1) | 5      | Q    |
| 3    | 3       | James Brown         | CAN Canadá         | 1:14.330 (6) | 37.121 (3)   | 35.917 (3) | 12     | Q    |
| 4    | 3       | Deivlim Balthazar   | BRA Brasil         | 39.177 (5)   | 44.269 (4)   | 37.333 (4) | 13     | Q    |
| 5    | 3       | Felipe Faundez      | CHI Chile          | 37.394 (4)   | 1:26.702 (5) | 49.207 (5) | 14     |      |
| 6    | 3       | Emilio Falla        | ECU Equador        | 37.381 (3)   | DNF (6)      | DSQ (8)    | 17     |      |

### Semifinal
Os quatro primeiros colocados em cada semifinal se classificaram para a final.
| Pos. | Bateria | Ciclista            | País               | Tempo  | Obs. |
| ---- | ------- | ------------------- | ------------------ | ------ | ---- |
| 1    | 1       | Connor Fields       | USA Estados Unidos | 34.648 | Q    |
| 2    | 1       | Fausto Endara       | ECU Equador        | 35.492 | Q    |
| 3    | 1       | Nicholas Long       | USA Estados Unidos | 35.874 | Q    |
| 4    | 1       | Ramiro Marino       | ARG Argentina      | 36.541 | Q    |
| 5    | 1       | Christopher Mireles | MEX México         | 37.351 |      |
| 6    | 1       | Cristian Becerine   | ARG Argentina      | DNF    |      |
| 1    | 2       | Andrés Jiménez      | COL Colômbia       | 33.559 | Q    |
| 2    | 2       | James Brown         | CAN Canadá         | 34.639 | Q    |
| 3    | 2       | Carlos Oquendo      | COL Colômbia       | 35.047 | Q    |
| 4    | 2       | Renato Rezende      | BRA Brasil         | 35.197 | Q    |
| 5    | 2       | Jonathan Suárez     | VEN Venezuela      | 37.868 |      |
| 6    | 2       | Deivlim Balthazar   | BRA Brasil         | 57.937 |      |

### Final
| Pos.              | Ciclista       | País               | Tempo  | Obs. |
| ----------------- | -------------- | ------------------ | ------ | ---- |
| Medalha de ouro   | Connor Fields  | USA Estados Unidos | 34.245 |      |
| Medalha de prata  | Nicholas Long  | USA Estados Unidos | 34.907 |      |
| Medalha de bronze | Andrés Jiménez | COL Colômbia       | 35.323 |      |
| 4                 | Fausto Endara  | COL Colômbia       | 35.983 |      |
| 5                 | Renato Rezende | BRA Brasil         | 36.267 |      |
| 6                 | Ramiro Marino  | ARG Argentina      | 36.457 |      |
| 7                 | Carlos Oquendo | COL Colômbia       | 36.765 |      |
| 8                 | James Brown    | CAN Canadá         | 40.263 |      |

Legenda
| Recorde mundial                  | Recorde mundial (World record)               |                       | Recorde africano                      | Recorde africano (African) |                                           | Q | Classificado por posição (Qualified) |
| Recorde dos Jogos Pan-Americanos | Recorde pan-americano (Pan-American record)  | Recorde da América    | Recorde da América (Americas)         | q                          | Classificado por melhor tempo (Qualified) |   |                                      |
| Melhor marca do ano              | Melhor marca do ano (World leading)          | Recorde asiático      | Recorde asiático (Asian)              | DNS                        | Não largou (Did not start)                |   |                                      |
| Recorde nacional                 | Recorde nacional (National record)           | Recorde europeu       | Recorde europeu (European)            | DNF                        | Não terminou (Did not finish)             |   |                                      |
| Recorde pessoal                  | Recorde pessoal do atleta (Personal best)    | Recorde da Oceania    | Recorde da Oceania (Oceania)          | DSQ / DQ                   | Desclassificado (Disqualified)            |   |                                      |
| Recorde da temporada             | Recorde da temporada do atleta (Season best) | Recorde sul-americano | Recorde sul-americano (South America) | NM                         | Sem marca (No mark)                       |   |                                      |